# Ribeauvillé
Ribeauvillé (en alemán: Rappoltsweiler; en alsaciano, Rappschwihr) es una localidad y comuna francesa situada en el departamento de Alto Rin, en la región de Alsacia.
Sus habitantes reciben en francés el nombre de Ribeauvillois y Ribeauvilloises. Es uno de los centros de producción vinícolas de la llamada  Ruta de los Vinos de Alsacia, situado al norte de la capital departamental Colmar y 75 km al sur de Estrasburgo.

## Historia
Conocida en el siglo XIII como Rathaldovilare, la villa pasó de los obispos de Basilea a los señores de Rappoltstein. El señor de Rappoltstein fue el rey o protector de los juglares errantes de la tierra, quienes compraron su protección a través del pago de un impuesto.
Cuando la familia comenzó a extinguirse en 1673, este oficio (Pfeiferkönig) pasó a las cuentas palatinas de Zweibrücken-Birkenfeld. Los juglares tenían una capilla de peregrinaje cerca de Rappoltsweiler, dedicada a su santa patrona, Maria von Dusenbach, y aquí se mantiene una fiesta anual todos los 8 de septiembre. Ribeauvillé fue comúnmente conocida como Rappoltsweiler hasta el siglo XIX.

## Lugares de interés turístico
Ribeauvillé está, en parte, bordeada por antiguas murallas. Cuenta con varias casas medievales pintorescas y dos iglesias antiguas, la de San Gregorio y la de San Agustín, que a su vez son construcciones góticas. El ayuntamiento contiene una valiosa colección de antigüedades. El Carolabad, un manantial salino de temperaturas cálidas que tuvo buena fama en la edad media, fue redescubierto en 1888, e hizo de Rappoltsweiler un balneario.
Cerca de la localidad están las ruinas de tres famosos castillos, Ulrichsburg, Girsberg y Hohrappoltstein, que antiguamente pertenecieron a los señores de Rappoltstein.

## Demografía
| 1962 | 1968 | 1975 | 1982 | 1990 | 1999 | 2004 |
| ---- | ---- | ---- | ---- | ---- | ---- | ---- |
| 3960 | 4137 | 4282 | 4506 | 4774 | 4929 | 4948 |

## Patrimonio
- Monasterio de Notre-Dame de Dusenbach
- Ruinas del castillo de Saint-Ulrich
- Ruinas del castillo de Girsberg
- Ruinas del castillo de Haut-Ribeaupierre
- Iglesia gótica de Saint-Grégoire
- La torre de Bouchers erigida entre Ville Moyenne y Vieille Ville

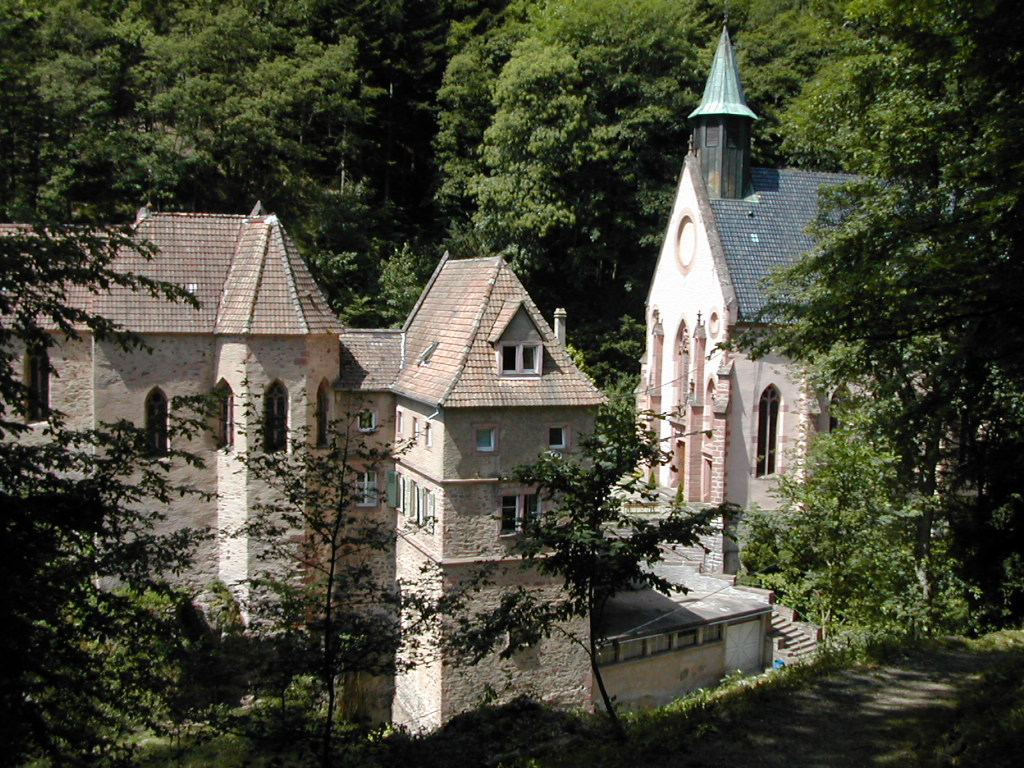
Notre-Dame de Dusenbach
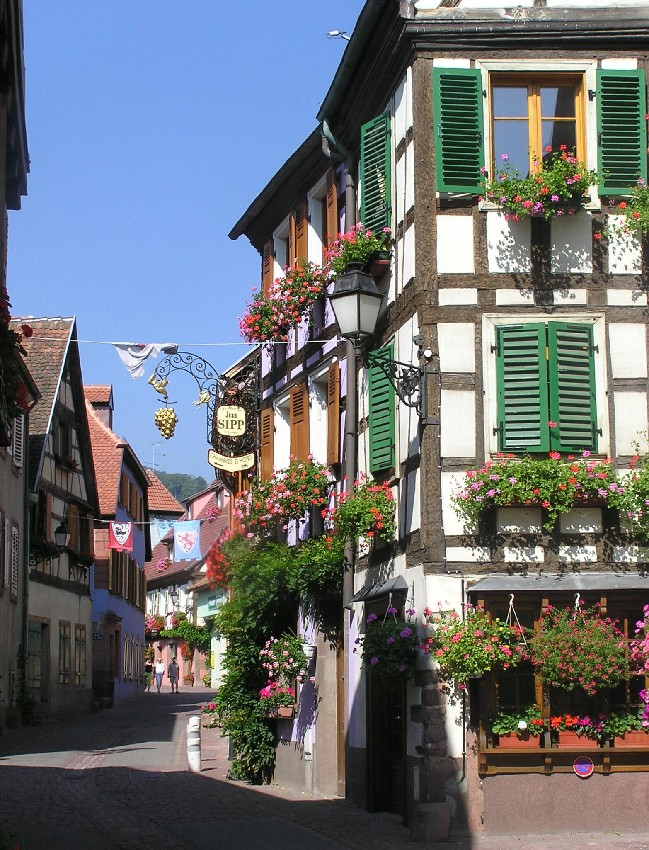
Calle de Ribeauvillé
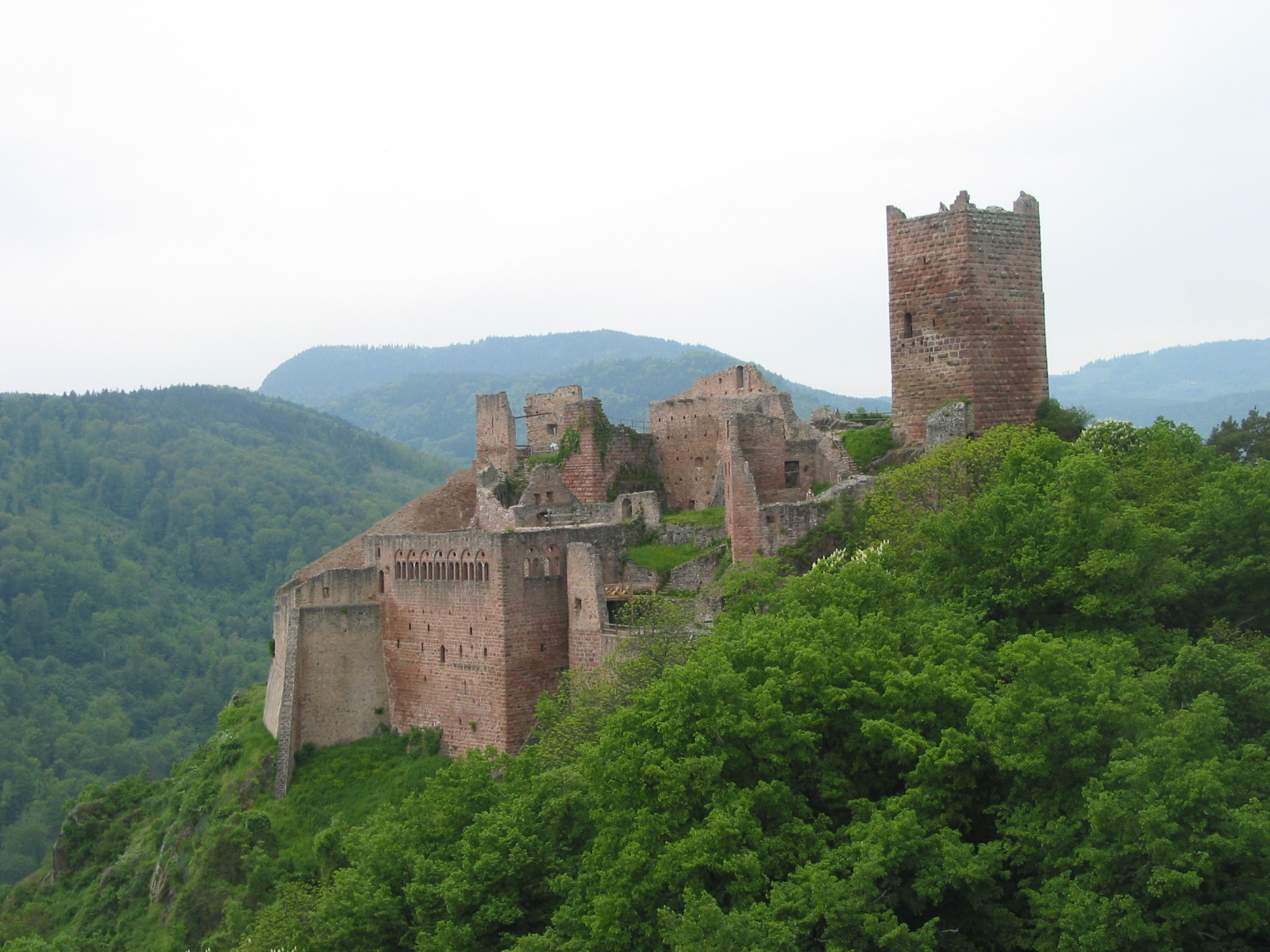
El castillo de Saint-Ulrich visto desde el castillo de Girsberg

## Personajes célebres
- Felipe Jacobo Spener (1635-1705), teólogo luterano.
- Johann Baptist Wendling (1723-1797), compositor.
- Karl August von Steinheil (1801-1870), físico.
- Maurice Lévy (1838-1910), ingeniero.

## Hermanamientos
- Landau in der Pfalz (Alemania)
- Contacta con su homónimo Ribeauvillé (Aisne)